# Ковалёв, Филипп Иванович
Фили́пп Ива́нович Ковалёв (белор. Піліп Іванавіч Кавалёў; 14 [27] ноября 1916 — 17 марта 1944) — Герой Советского Союза, подрывник. Участвовал в партизанском движении в Белоруссии. Состоял в группе подрывников 255-го партизанского полка 8-й Рогачёвской партизанской бригады. Посмертно награждён орденом Ленина.

## Биография
Филипп Иванович Ковалёв родился 27 ноября 1916 года в деревне Гойков ныне Чериковского района Могилёвской области в семье крестьянина. По национальности — белорус. Получил 9-летнее образование. До 1939 года работал в совхозе, на заводе в Запорожье, а потом в Чериковской МТС.
В 1939 году Ковалёв поступил на службу в Красную Армию. Участвовал в советско-финской войне в 1939—1940 годах.
С июня 1941 года он участник Великой Отечественной войны. Попав в окружение, с боями прорвался к советским войскам. В боях за Ленинград в сентябре 1941 года был ранен. Лечился в госпитале на Урале. После лечения в госпитале узнал, что больше не годен к службе. Написав прошение в штаб партизанского движения об отправки в немецкий тыл, был туда отправлен. Сразу активно включился в партизанское движение на территории Белоруссии. С июля 1942 года состоит в 255-м партизанском полку на должности подрывника. Участвовал в подготовке 13 диверсионных групп.
За время работы в немецком тылу пустил под откос 19 немецких эшелонов с техникой и живой силой, подорвал 24 автомашины, взорвал 9 шоссейных мостов.
Вёл в Кличевской партизанской зоне активную борьбу с фашистами.
Погиб в бою с немецкими частями около деревни Перуново Кировского района Могилёвской области 17 марта 1944 года. 15 августа 1944 года ему было посмертно присвоено звание Героя Советского Союза. Также посмертно награждён орденом Ленина.
Был похоронен в деревне Борки Кировского района Могилёвской области.

## Награды
- Орден Ленина (посмертно)

## Память
- В городе Кличев Могилёвской области Республики Беларусь имя Ф. И. Ковалёва носит средняя школа № 2[4]. 1 сентября 1988 года открылся школьный музей Боевой славы имени Героя Советского Союза Ф.И. Ковалёва[5].
- Именем Ф. И. Ковалёва названа одна из улиц в городе Чериков Могилёвской области Республики Беларусь.
- 3 июля 1993 года в городе Кличев Могилёвской области Республики Беларусь открыт памятник Ф. И. Ковалёву[6]. Установлен около ГУО "Средняя школа № 2 имени Ф. И. Ковалёва", пер. Пугачева, 4. Скульптор — Виктор Мурашов.